# Соколов, Михаил Семёнович
Михаил Семёнович Соколов (15 [28] декабря 1912, деревня Завидово, Сычёвский уезд, Смоленская губерния, Российская империя — 10 июля 1980, Московская область, РСФСР, СССР) — советский военнослужащий, участник Великой Отечественной войны, полный кавалер ордена Славы, командир орудия 1230-го стрелкового полка, ефрейтор.

## Биография
Родился 15 (28) декабря 1912 года (по другим данным — 24 ноября 1912) в деревне Завидово Сычёвского уезда. В 1932—1936 годах проходил службу в армии. В 1937—1941 годах работал слесарем на авиационном заводе в Москве. В 1941 году эвакуировался с заводом в Челябинскую область.
В армии с 1942 года. Участник Великой Отечественной войны с апреля 1942 года.
Воевал в составе Северо-Кавказского фронта. В составе расчёта артиллерийского орудия рядовой М. С. Соколов 3 августа 1943 года в боях у станицы Киевская трижды отбивал атаки противника, уничтожив свыше 15 противников. 6 июля 1944 года награждён орденом Славы 3-й степени.
15 августа 1944 года в бою у населённого пункта Войшин в должности наводчика 45-мм пушки 1230-го стрелкового полка прямой наводкой поразил много противников и принудил врага к отступлению. 8 октября 1945 года награждён орденом Славы 2-й степени.
В должности командира орудия 1230-го стрелкового полка отличился в боях при форсировании реки Одер в начале апреля 1945 года севернее города Франкфурт.
6 августа 1946 года награждён орденом Славы 3-й степени. Указом Президиума Верховного Совета СССР от 24 октября 1966 года Соколов Михаил Семёнович перенаграждён орденом Славы 1-й степени.
За время войны был трижды тяжело ранен. После войны продолжал службу в армии. В 1949 году сержант М. С. Соколов демобилизован.
Жил в Москве. Работал гравировщиком на заводе «Пластик». Умер 10 июля 1980 года. Похоронен в деревне Синево Истринского района Московской области.
Награждён орденами Славы 3-х степеней, медалями.